# Callitrichia meruensis
Callitrichia meruensis är en spindelart som beskrevs av Holm 1962. Callitrichia meruensis ingår i släktet Callitrichia och familjen täckvävarspindlar.
Artens utbredningsområde är Tanzania. Inga underarter finns listade.